# Lijst van domproosten van Aken
De domproosten van Aken waren de proosten (Duits: Pröpste; tot 972 aangeduid als abten) van de Dom van Aken in de Duitse stad Aken, die vanaf de 9e eeuw tot aan het einde van het ancien régime de leiding hadden over het Mariakapittel in Aken. Het domproostschap in Aken was een belangrijke politieke functie en vormde voor veel proosten tevens een 'opstapje' voor andere hoge geestelijke ambten in het Maas-Rijngebied. Zo hadden veel domproosten tevens inkomsten uit proostschappen of kanunnikaten bij andere prestigieuze kapittels. Minstens 5 Akense domproosten werden later gekozen tot aartsbisschop van Keulen, 2 werden aartsbisschop van Mainz, 1 werd aartsbisschop van Trier. Andere Akense proosten brachten het tot bisschop van Hildesheim, Osnabrück, Paderborn, Worms, Würzburg, Bamberg, Passau, Konstanz, Metz, Straatsburg en Luik.
| Afbeelding                                             | Naam                                                | Periode                        | Opmerkingen |
| ------------------------------------------------------ | --------------------------------------------------- | ------------------------------ | --- |
|                                                        | Folcher                                             | ca. 887                        | Genoemd als abt in 887 |
|                                                        | Bruno                                               | ca. 966                        | genoemd als abt in 966 |
|                                                        | Dietmar van Osnabrück                               | tot 1003                       | vanaf 1003 bisschop van Osnabrück |
|                                                        | Dirk (Theoderich)                                   | ? - 1046                       | |
|                                                        | Altmann                                             | vóór 1056 – 1065               | Vanaf 1065 bisschop van Passau |
|                                                        | Rupert                                              | ca. 1072                       | |
|                                                        | Koenraad (1076)                                     | ca. 1076                       | |
|                                                        | Wezelo                                              | ca. 1080? – 1084               | |
|                                                        | Bernhard                                            | ca. 1091                       | |
|                                                        | Godschalk van Aken                                  | 1098 – 1106?                   | Tevens proost van Sint-Servaas in Maastricht |
|                                                        | Adalbert I van Saarbrücken                          | 1108 – 1110/11                 | Tevens proost van Sint-Servaas in Maastricht. Vanaf 1111 aartsbisschop van Mainz |
|                                                        | Arnold                                              | 1112 – 1122                    | |
| Familiewapen Van Sponheim                              | Hugo van Sponheim                                   | 1129 – 1137                    | Vanaf 1137 aartsbisschop van Keulen |
|                                                        | Arnold van Selenhofen                               | 1138 – 1153                    | Vanaf 1153 aartsbisschop van Mainz. In 1160 door de burgers van Mainz vermoord |
| Familiewapen Van Sponheim                              | Albert van Sponheim                                 | 1153 – 1158                    | |
|                                                        | Heribert                                            | 1159 – 1163                    | |
| Familiewapen Van Andechs                               | Otto van Andechs                                    | 1164 – 1166; 1174 – 1177       | Vanaf 1177 bisschop van Bamberg |
|                                                        | Arnold van Valencourt                               | ca. 1167                       | Vanaf 1169 aartsbisschop van Trier |
|                                                        | Albert                                              | ca. 1169/1170                  | |
|                                                        | Arnold                                              | ca. 1170/1173                  | |
| Familiewapen Helfenstein                               | Godfried van Spitzenberg-Helfenstein                | 1180 – 1185/1186?              | |
| Filips van Zwaben                                      | Filips van Zwaben                                   | 1189 – 1190; 1192 - 1193       | Jongste zoon van keizer Frederik I Barbarossa. Van 1190-1191 bisschop-elekt van Würzburg, maar uiteindelijk niet benoemd. In 1193 uit de geestelijke stand getreden; daarna markgraaf van Toscane (1195–97), hertog van Zwaben (1196–1208) en Rooms-Duits tegenkoning (1198–1208) |
|                                                        | Henricus van Maastricht                             | ca. 1191                       | In 1191 genoemd als proost van Sint-Servaas in Maastricht. Vanaf 1192 prins-bisschop van Worms |
|                                                        | Koenraad van Querfurt                               | ca. 1194                       | Vanaf 1194 bisschop van Hildesheim en rijkskanselier. Vanaf 1198 bisschop van Würzburg |
|                                                        | Wilhelm van Querfurt(?)                             | 1197 – 1213                    | |
| Familiewapen Van Sayn                                  | Bruno van Sayn(?)                                   | 1198 – 1204                    | Vanaf 1205 aartsbisschop van Keulen |
| Reliekbuste Engelbert I van Keulen                     | Engelbert van Berg                                  | vóór 1216 – 1218               | Vanaf 1216 aartsbisschop van Keulen (Engelbert I). Vanaf 1218 tevens hertog van Gulik-Berg (Engelbert II). Vanaf 1220 plaatsvervanger (Reichsgubernator) van keizer Frederik II vanwege diens verblijf in Italië. Na zijn gewelddadige dood als heilige vereerd |
| Familiewapen Van Everstein                             | Otto van Everstein                                  | 1218 – 1238; 1242/1243? – 1270 | Tevens proost van Sint-Servaas in Maastricht |
|                                                        | Hendrik Münch van Bilversheim                       | 1239 – 1242                    | Vanaf 1242 bisschop van Bamberg |
|                                                        | Walram van Gulik                                    | 1273 – 1291                    | Tevens proost van een Keuls kapittel. Vanaf 1278 tevens graaf van Gulik. Zijn broer Otto van Gulik was proost van Sint-Servaas in Maastricht |
| Wapen Hendrik van Klingenberg                          | Hendrik van Klingenberg                             | 1292 – 1293                    | Vanaf 1293 prins-bisschop van Konstanz. Vanaf 1296 tevens abt van Reichenau |
|                                                        | Wigbold van Holte                                   | 1294 – 1297                    | Vanaf 1297 aartsbisschop van Keulen |
| Familiewapen Van Nassau                                | Gerhard van Nassau                                  | 1298 – 1311/12                 | Zoon van Hendrik II van Nassau. Tevens proost van het kapittel van de Basiliek van Onze-Lieve-Vrouw-Tenhemelopneming te Maastricht, proost van het kapittel van de Sint-Plechelmusbasiliek te Oldenzaal, proost van het kapittel van de Sint-Pieterskerk te Luik, proost van het kapittel van de Sint-Walburgkerk te Tiel, kanunnik van de Sint-Lambertuskathedraal te Luik en kanunnik van de Dom van Mainz |
|                                                        | Werner van Tomberg                                  | ca. 1313                       | |
| Familiewapen Van Sponheim                              | Hendrik van Sponheim                                | 1314 – 1343                    | |
|                                                        | Hugo                                                | ca. 1343                       | |
| Familiewapen Van Virneburg                             | Gerard van Virneburg                                | 1350 – 1355                    | |
| Familiewapen Van Wied                                  | Willem van Wied                                     | 1360 – 1410                    | |
| Familiewapen Van Loon-Heinsberg                        | Jan van Heinsberg                                   | ca. 1411                       | Tevens proost van Sint-Servaas in Maastricht. Vanaf 1419 prins-bisschop van Luik |
| Familiewapen Van Buren                                 | Johan van Buren                                     | 1420 – 1422                    | |
| Familiewapen hertogen van Gulik-Berg (1360-1511)       | Gerard van Berg                                     | 1429 – 1435                    | |
| Familiewapen Van Sayn                                  | Gerard van Sayn                                     | 1435 – 1452                    | |
| Familiewapen Van Neuenahr-Alpen                        | Frederik van Neuenahr-Alpen                         | 1452? – 1459                   | Vanaf 1465 graaf van Nieuwenaar-Alpen |
| Familiewapen Van Neuenahr-Alpen                        | Johan van Neuenahr-Alpen                            | 1460 – 1466                    | Broer van de vorige proost |
| Familiewapen Van Pallandt                              | Reinier van Pallandt                                | 1467 – 1474                    | |
| Donorportret op altaarretabel                          | Herman IV van Hessen                                | 1474 – 1508                    | Zoon van landgraaf Lodewijk I van Hessen. Al op jeugdige leeftijd kanunnik van het domkapittel van Keulen en het domkapittel van Mainz. Vanaf 1480 aartsbisschop van Keulen. Vanaf 1498 bisschop van Paderborn |
|                                                        | Hendrik bei Rhein                                   | 1508 – 1541                    | |
| Familiewapen Van Merode van Vlatten                    | Johan van Merode van Vlatten                        | 1541 – 1562                    | Tevens proost in Xanten, Kranenburg en Kerpen. Vanaf 1554 tevens kanselier van Gulik-Kleef-Berg |
| Familiewapen Van Merode van Vlatten                    | Hendrik van Merode van Vlatten                      | 1563 – 1625                    | |
| Familiewapen Van Metternich                            | Karel van Metternich                                | 1626 – 1636                    | |
| Familiewapen Van Eynatten                              | Johan van Eynatten                                  | 1636 – 1653                    | |
| Gravureportret Frans Egon van Fürstenberg              | Frans Egon van Fürstenberg                          | 1653 – 1663                    | Tevens abt van Gorze en Murbach en abt-vorst van Stavelot-Malmedy. Van 1658-1663 bisschop van Metz; daarna bisschop van Straatsburg |
| Familiewapen Van Lynden                                | Frans Gobert van Aspremont-Lynden                   | 1663 – 1681                    | |
| Familiewapen Van Goor                                  | Peter Dionys van Goor                               | 1681 – 1706                    | |
| Familiewapen Van Bongard-Schellart-Obbendorf wapen.svg | Frederik Philip Ambrosius van Schellart             | 1707 – 1721                    | |
|                                                        | Frans Jozef van Manderscheid-Blankenheim-Gerolstein | 1721 – 1773                    | |
| Grafsteen Bonn                                         | Clemens Vincent van der Heyden, genaamd Belderbusch | 1773 – 1794                    | Tevens kanunnik in Spiers, Hildesheim en Paderborn. Laatste domproost van Aken tot de opheffing van het kapittel |